# Bastide de Gironville
La bastide de Gironville ou Fort Sarrazin ou Les Terreaux est une ancienne bâtie ou maison forte fossoyée, du XIVe siècle, dont les vestiges se dressent sur le territoire de la commune française d'Ambronay, dans le département de l'Ain, en région Auvergne-Rhône-Alpes.
La bastide est classée aux monuments historiques.

## Localisation
La bastide de Gironville est située sur la commune d'Ambronay, à deux kilomètres au nord-ouest du bourg, dans la plaine de l'Ain rive gauche, dans le département français de l'Ain.

## Historique
L'édification de la bastide de Gironville nous est parfaitement décrite dans le compte du Moyen Âge relatif à sa construction ; texte qu'a publié Paul Cattin.
La bastide de Gironville, fortification faite de terre et de bois, fut édifiée de la fin de l'an 1324 au début de l'an 1325, sur ordre du comte Édouard de Savoie alors en guerre contre le Dauphiné. Les vestiges que l'on peut encore voir au XXIe siècle ont pris à l'époque moderne, comme attesté depuis le milieu du XVIe siècle, le nom de « Fort Sarrazin » ou « Motte des Sarrazins » se substituant au nom originel de Gironvile, que l'on ne retrouve ni sur le terrain, ni dans la documentation.
Elle épaulait et était l'élément principal d'un retranchement fossoyé de trois kilomètres de long barrant le passage d'Ouest en Est entre le bourg fortifié d'Ambronay et la rive gauche de l'Ain afin de barrer le passage au Dauphin.
L'édification de la bastide par le comte de Savoie est d'ordre stratégique. Elle fut dressée afin de protéger les arrières de ce dernier et d'éviter la jonction des troupes qui s'étaient alliées contre lui, en barrant la plaine de l'Ain, lorsqu'il décidât de mettre le siège devant le château de Varey, possession du comte de Genève alors vassal du Dauphin.
Le site fut abandonné entre 1330 et 1337 et n'a donc été occupé que très brièvement. Sa fonction militaire ne fait pratiquement aucun doute au vu des artéfacts découvert se rapportant à l'armement ; carreaux d'arbalète en fer, ainsi qu'un gros boulet de pierre de 0,50 mètre de diamètre trouvé lui en 1864. Le compte de construction fait quant à lui mention de la fourniture d'arbalètes faites de corne et de bois, de carreaux destinés aux arbalètes et pour les espringales ainsi que la présence sur le site d'engins de siège ; balistes à tour et espringales. On se sait si la garnison qui occupât le site prît une part effective à la bataille de Varey, quoi qu'il en soit elle ne put empêcher la prise à revers par les troupes delphinales et la défaite du comte de Savoie.

## Description
La bâtie de Gironville a fait l'objet d'une campagne de fouilles.
La bastide se compose de plusieurs séries de fossés dont l'élément central est une plate-forme artificielle carrée de 35 mètres de côté, nommée indifféremment dans le compte mota ou poypia. La plate-forme, qu'entoure de larges fossés, a ses angles légèrement arrondis et des pentes prononcées. Orienté nord-nord-ouest et sud-sud-est, sa surface plane et horizontale n'est surélevée par rapport à la campagne environnante d'à peine deux mètres. Le fossé, profond aujourd'hui de quatre mètres par rapport au sommet de la plate-forme, a une largeur de vingt mètres du côté nord et ouest, de douze mètres à l'est. Côté sud il est fortement dégradé par le ruisseau de Cosance qui prend sa source à l'est d'Ambronay et qui coule toujours à cet endroit.
Le fossé était précédé d'un rempart de terre haut de un mètre et large de sept mètres. Il présente côté est, et disposé vers l'intérieur, un replat large de trois mètres en deçà du bourrelet sommital de forme arrondi. Au devant de ce même rempart une série de fossés, moins bien conservés, complétaient le dispositif de fortification.
Élément central de la ligne de retranchements, il partait vers l'est, aménagée dans l'angle sud-est de la plate-forme, une ligne fortifiée, faite d'un rempart de terre et d'une chaussée protégés par un fossé, joignant le bastion de Gironville à la bastide d'Ambronay. À l'opposé, vers l'ouest un fossé aménagé dans l'angle sud-ouest joignait l'Ain. L'ensemble du dispositif était mis en eau par le ruisseau de Cosance. L'eau coulant dans le fossé barrant la plaine, pénétrait par une ouverture pratiquée dans le rempart au sud-est, alimentait le grand fossé entourant la bastide et s'évacuait par l'angle sud-ouest pour finir dans un bras mort de la rivière.
En se référant au compte de construction divers bâtiments de bois s'élevaient sur la plate-forme ; quatre tours, une cuisine et deux bâtiments annexes. La fouille entreprise sur le site a permis d'en retrouver quelques traces. Elle permit également de nous renseigner sur les matériaux utilisés pour la construction des bâtiments ; plaques d'argile — restes du torchis — ainsi que les tuiles de la couverture et une quantité importante de clous en fer. Ces constructions se dressaient essentiellement dans les angles de la plate-forme. Dans le bâtiment qu'on suppose être la cuisine a été mis au jour un foyer ouvert d'un mètre de diamètre environ, composé d'une sole de douze carreaux de terre cuite encadrée par des briques posées sur le champ, le tout formant un hexagone grossier. Près de cette cuisine et pratiquement au centre de la plate-forme se trouvait le seul élément maçonné qu'est le puits. Les parties extérieures quant à elles devaient être pavées comme le laisse supposer les différents fragments de dallage composé de gros galets découvert sur le site.

## Protection aux monuments historiques
La bastide est classée au titre des monuments historiques par arrêté du 2 décembre 1993.